# Perville
Perville est une commune française située dans le nord-ouest du département de Tarn-et-Garonne, en région Occitanie.
Sur le plan historique et culturel, la commune est dans le Quercy Blanc, correspondant à la partie méridionale du Quercy, devant son nom à ses calcaires lacustres du Tertiaire.
Exposée à un climat océanique altéré, elle est drainée par la Séoune, l'Escornebœuf, le ruisseau de Néguevieille et par divers autres petits cours d'eau. La commune possède un patrimoine naturel remarquable : un site Natura 2000 (les « cavités et coteaux associés en Quercy-Gascogne ») et une zone naturelle d'intérêt écologique, faunistique et floristique.
Perville est une commune rurale qui compte 169 habitants en 2022, après avoir connu un pic de population de 453 habitants en 1821. Elle fait partie de l'aire d'attraction de Valence. Ses habitants sont appelés les Pervillois ou  Pervilloises.

## Géographie

### Localisation
Commune située au nord de Valence-d'Agen, limitrophe du département de Lot-et-Garonne. Selon les sources, la commune de Perville se situe en Agenais ou dans le Quercy.

### Communes limitrophes
Les communes limitrophes sont Grayssas, Puymirol, Saint-Maurin, Saint-Urcisse, Tayrac, Castelsagrat, Gasques et Montjoi.
| Tayrac (Lot-et-Garonne)        | Saint-Maurin (Lot-et-Garonne) | Montjoi      |
| Puymirol (Lot-et-Garonne)      | Perville                      | Castelsagrat |
| Saint-Urcisse (Lot-et-Garonne) | Grayssas (Lot-et-Garonne)     | Gasques      |

### Hydrographie

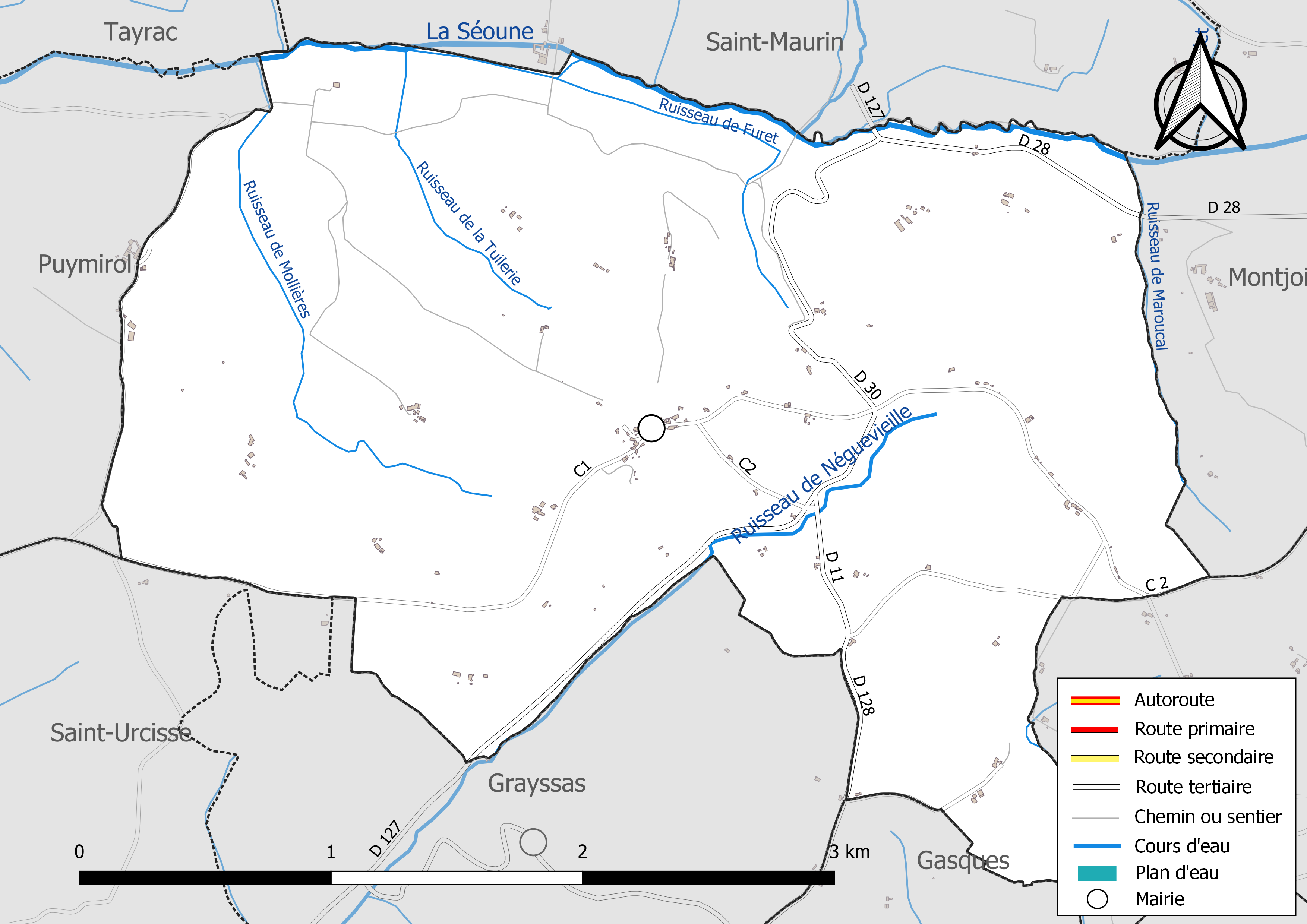
Réseaux hydrographique et routier de Perville.

La commune est dans le bassin versant de la Garonne, au sein du bassin hydrographique Adour-Garonne. Elle est drainée par la Séoune, l'Escornebœuf, le ruisseau de Néguevieille, un bras de la Séoune, le ruisseau de Furet, le ruisseau de la Tuilerie, le ruisseau de Maroucal, le ruisseau de Mollières, le ruisseau de Mourgues, le ruisseau de Roquebiard et par deux petits cours d'eau, constituant un réseau hydrographique de 11 km de longueur totale,.
La Séoune, d'une longueur totale de 64,9 km, prend sa source dans la commune de Sauzet et s'écoule du nord-est au sud-ouest. Elle traverse la commune et se jette dans la Garonne à Sauveterre-Saint-Denis, après avoir traversé 24 communes.
L'Escornebœuf, d'une longueur totale de 11,1 km, prend sa source dans la commune de Brassac et s'écoule du nord-est au sud-ouest. Il traverse la commune et se jette dans la Séoune sur le territoire communal, après avoir traversé 5 communes.
Le ruisseau de Néguevieille, d'une longueur totale de 10,8 km, prend sa source dans la commune et s'écoule du nord-est au sud-ouest. Il traverse la commune et se jette dans la Garonne à Saint-Sixte, après avoir traversé 6 communes.

### Climat
Pour des articles plus généraux, voir Climat de l'Occitanie et Climat de Tarn-et-Garonne.
En 2010, le climat de la commune est de type climat du Bassin du Sud-Ouest, selon une étude du Centre national de la recherche scientifique s'appuyant sur une série de données couvrant la période 1971-2000. En 2020, Météo-France publie une typologie des climats de la France métropolitaine dans laquelle la commune est exposée à un climat océanique altéré et est dans la région climatique Aquitaine, Gascogne, caractérisée par une pluviométrie abondante au printemps, modérée en automne, un faible ensoleillement au printemps, un été chaud (19,5 °C), des vents faibles, des brouillards fréquents en automne et en hiver et des orages fréquents en été (15 à 20 jours).
Pour la période 1971-2000, la température annuelle moyenne est de 13 °C, avec une amplitude thermique annuelle de 15,8 °C. Le cumul annuel moyen de précipitations est de 776 mm, avec 10,9 jours de précipitations en janvier et 6,5 jours en juillet. Pour la période 1991-2020, la température moyenne annuelle observée sur la station météorologique de Météo-France la plus proche, « Valence », sur la commune de Valence à 8 km à vol d'oiseau, est de 14,3 °C et le cumul annuel moyen de précipitations est de 747,3 mm. 
La température maximale relevée sur cette station est de 43 °C, atteinte le 12 août 2003 ; la température minimale est de −13,7 °C, atteinte le 9 février 2012,,.
Les paramètres climatiques de la commune ont été estimés pour le milieu du siècle (2041-2070) selon différents scénarios d'émission de gaz à effet de serre à partir des nouvelles projections climatiques de référence DRIAS-2020. Ils sont consultables sur un site dédié publié par Météo-France en novembre 2022.

### Milieux naturels et biodiversité

#### Réseau Natura 2000

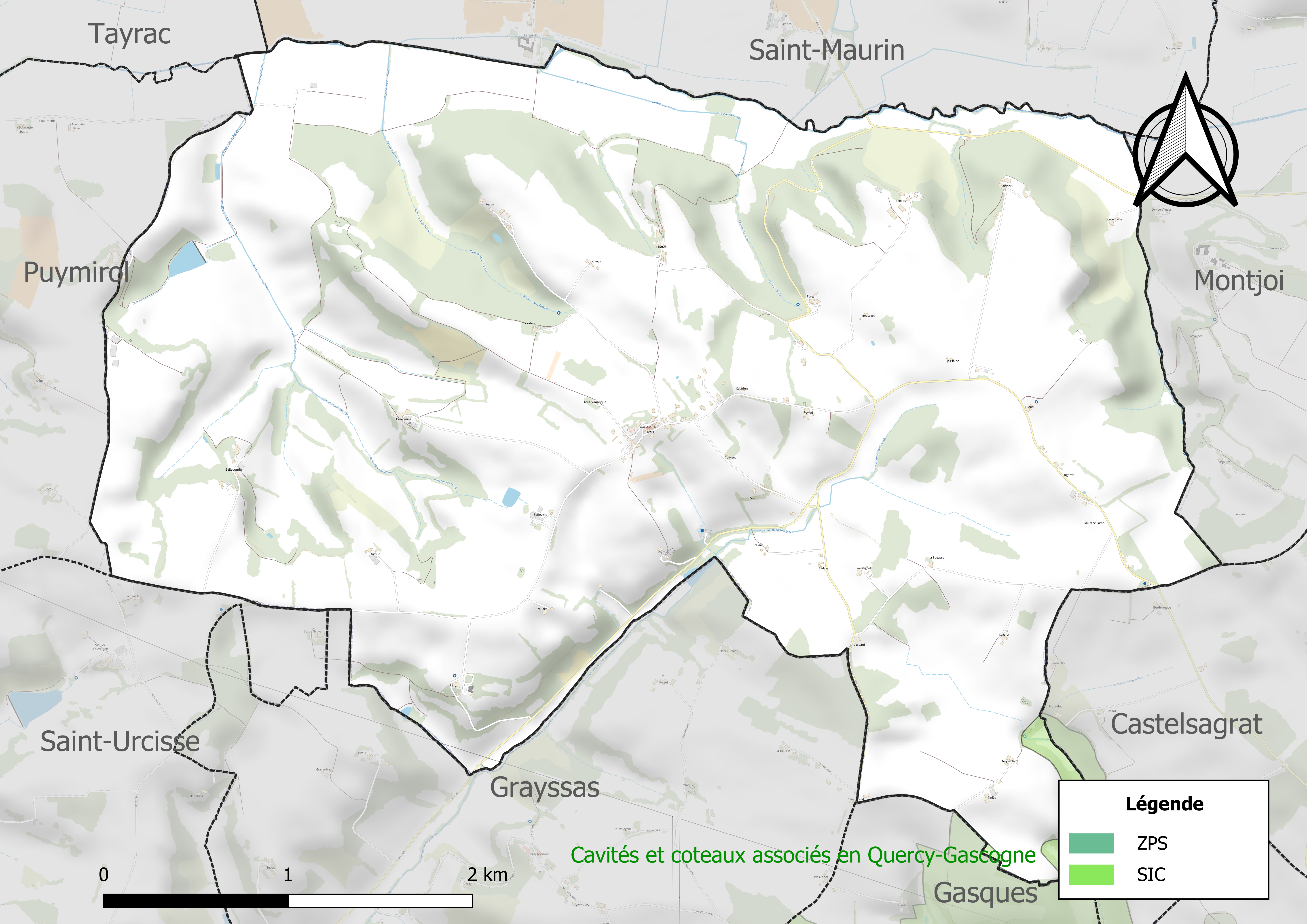
Site Natura 2000 sur le territoire communal.

Le réseau Natura 2000 est un réseau écologique européen de sites naturels d'intérêt écologique élaboré à partir des directives habitats et oiseaux, constitué de zones spéciales de conservation (ZSC) et de zones de protection spéciale (ZPS).
Un site Natura 2000 a été défini sur la commune au titre de la directive habitats : les « cavités et coteaux associés en Quercy-Gascogne », d'une superficie de 1 103 ha, un site hébergeant régulièrement huit espèces de chiroptères de l'annexe II. Il est fréquenté à toutes les saisons par les chauves-souris. En particulier, parmi ces espèces, le Minioptère de Schreibers et le complexe bispécifique Petit Murin/Grand Murin possèdent des effectifs remarquables en période de reproduction.

#### Zones naturelles d'intérêt écologique, faunistique et floristique

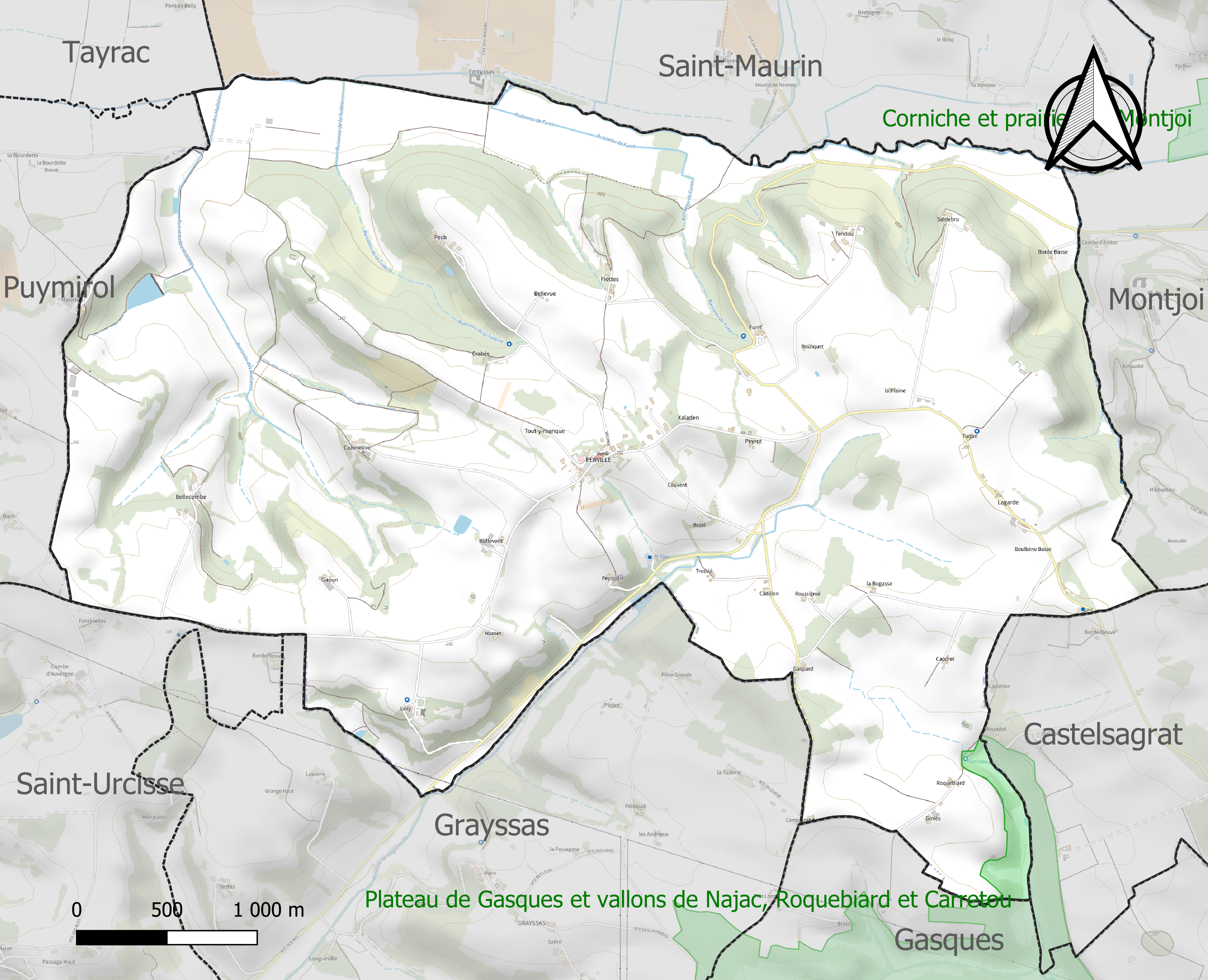
Carte de la ZNIEFF de type 1 localisée sur la commune.

L’inventaire des zones naturelles d'intérêt écologique, faunistique et floristique (ZNIEFF) a pour objectif de réaliser une couverture des zones les plus intéressantes sur le plan écologique, essentiellement dans la perspective d’améliorer la connaissance du patrimoine naturel national et de fournir aux différents décideurs un outil d’aide à la prise en compte de l’environnement dans l’aménagement du territoire.
Une ZNIEFF de type 1 est recensée sur la commune :
le « plateau de Gasques et vallons de Najac, Roquebiard et Carretou » (705 ha), couvrant 6 communes dont deux en Lot-et-Garonne et quatre en Tarn-et-Garonne.

## Urbanisme

### Typologie
Au 1er janvier 2024, Perville est catégorisée commune rurale à habitat très dispersé, selon la nouvelle grille communale de densité à sept niveaux définie par l'Insee en 2022.
Elle est située hors unité urbaine. Par ailleurs la commune fait partie de l'aire d'attraction de Valence, dont elle est une commune de la couronne,. Cette aire, qui regroupe 16 communes, est catégorisée dans les aires de moins de 50 000 habitants,.

### Occupation des sols

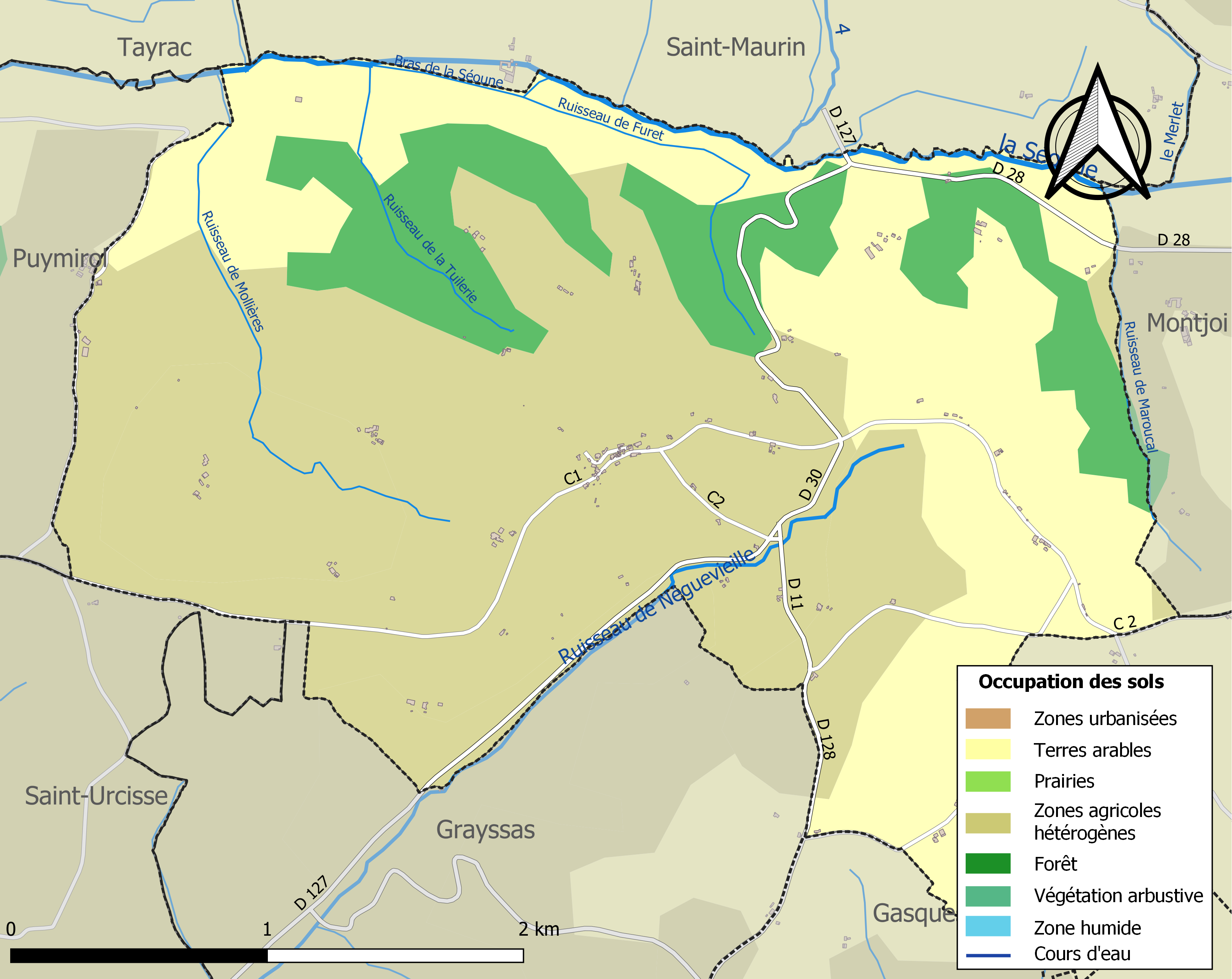
Carte des infrastructures et de l'occupation des sols de la commune en 2018 (CLC).

L'occupation des sols de la commune, telle qu'elle ressort de la base de données européenne d’occupation biophysique des sols Corine Land Cover (CLC), est marquée par l'importance des territoires agricoles (86,2 % en 2018), une proportion sensiblement équivalente à celle de 1990 (87 %). La répartition détaillée en 2018 est la suivante : 
zones agricoles hétérogènes (54,6 %), terres arables (31,6 %), forêts (13,8 %). L'évolution de l’occupation des sols de la commune et de ses infrastructures peut être observée sur les différentes représentations cartographiques du territoire : la carte de Cassini (XVIIIe siècle), la carte d'état-major (1820-1866) et les cartes ou photos aériennes de l'IGN pour la période actuelle (1950 à aujourd'hui).

### Risques majeurs
Le territoire de la commune de Perville est vulnérable à différents aléas naturels : météorologiques (tempête, orage, neige, grand froid, canicule ou sécheresse), inondations, mouvements de terrains et séisme (sismicité très faible). Il est également exposé à deux risques technologiques,  le transport de matières dangereuses et le risque nucléaire. Un site publié par le BRGM permet d'évaluer simplement et rapidement les risques d'un bien localisé soit par son adresse soit par le numéro de sa parcelle.

#### Risques naturels
Certaines parties du territoire communal sont susceptibles d’être affectées par le risque d’inondation par débordement de cours d'eau, notamment la Séoune, le ruisseau de Néguevieille et l'Escornebœuf. La cartographie des zones inondables en ex-Midi-Pyrénées réalisée dans le cadre du XIe Contrat de plan État-région, visant à informer les citoyens et les décideurs sur le risque d’inondation, est accessible sur le site de la DREAL Occitanie. La commune a été reconnue en état de catastrophe naturelle au titre des dommages causés par les inondations et coulées de boue survenues en 1982, 1993 et 1999,.
Perville est exposée au risque de feu de forêt. Le département de Tarn-et-Garonne présentant toutefois globalement un niveau d’aléa moyen à faible très localisé, aucun Plan départemental de protection des forêts contre les risques d’incendie de forêt (PFCIF) n'a été élaboré. Le débroussaillement aux abords des maisons constitue l’une des meilleures protections pour les particuliers contre le feu,.

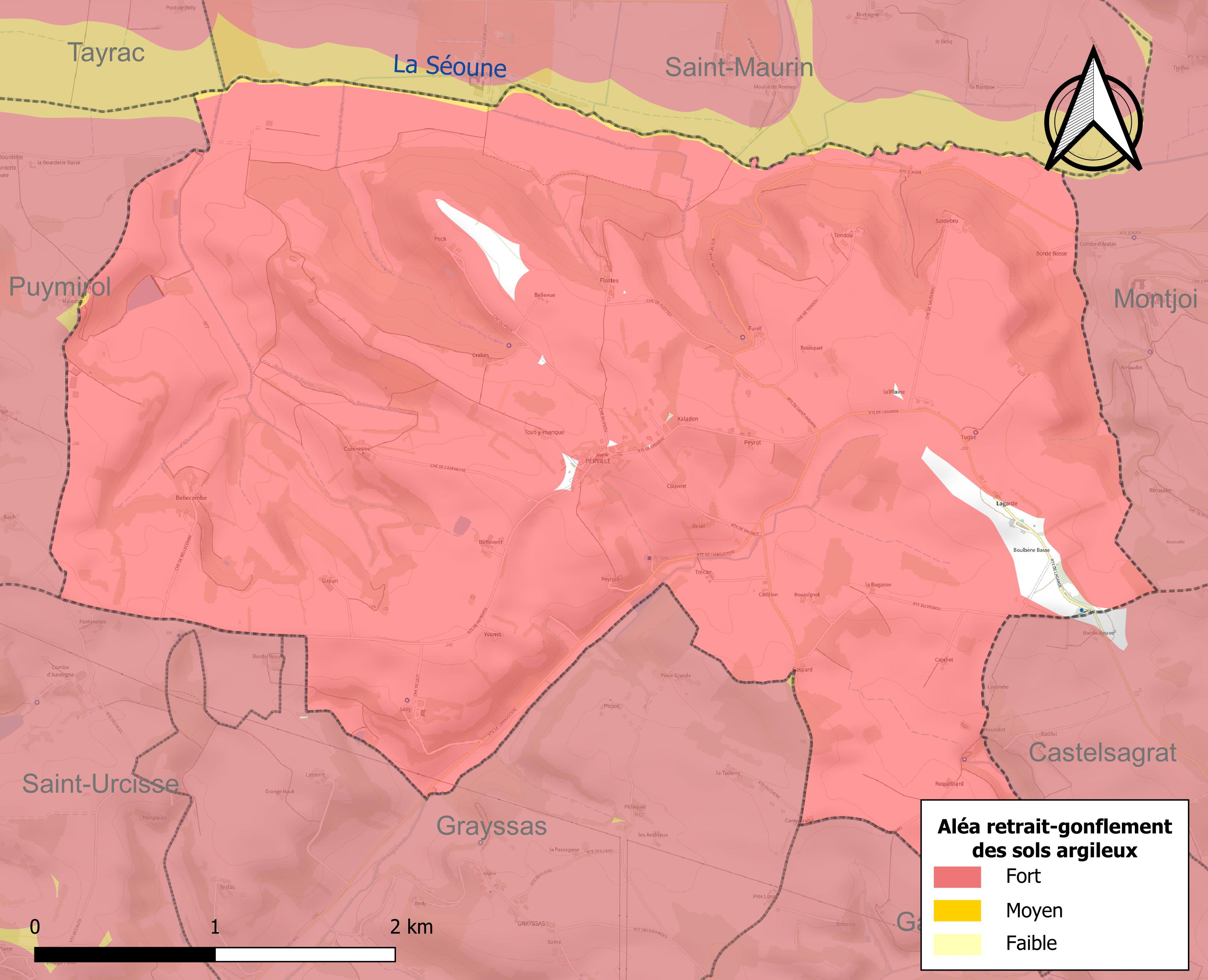
Carte des zones d'aléa retrait-gonflement des sols argileux de Perville.

Les mouvements de terrains susceptibles de se produire sur la commune sont des tassements différentiels.
Le retrait-gonflement des sols argileux est susceptible d'engendrer des dommages importants aux bâtiments en cas d’alternance de périodes de sécheresse et de pluie. 98,3 % de la superficie communale est en aléa moyen ou fort (92 % au niveau départemental et 48,5 % au niveau national). Sur les 92 bâtiments dénombrés sur la commune en 2019, 87 sont en aléa moyen ou fort, soit 95 %, à comparer aux 96 % au niveau départemental et 54 % au niveau national. Une cartographie de l'exposition du territoire national au retrait gonflement des sols argileux est disponible sur le site du BRGM,.
Par ailleurs, afin de mieux appréhender le risque d’affaissement de terrain, l'inventaire national des cavités souterraines permet de localiser celles situées sur la commune.
Concernant les mouvements de terrains, la commune a été reconnue en état de catastrophe naturelle au titre des dommages causés par la sécheresse en 2009 et par des mouvements de terrain en 1999.

#### Risques technologiques
Le risque de transport de matières dangereuses sur la commune est lié à sa traversée par des infrastructures routières ou ferroviaires importantes ou la présence d'une canalisation de transport d'hydrocarbures. Un accident se produisant sur de telles infrastructures est susceptible d’avoir des effets graves sur les biens, les personnes ou l'environnement, selon la nature du matériau transporté. Des dispositions d’urbanisme peuvent être préconisées en conséquence.
En cas d’accident grave, certaines installations nucléaires sont susceptibles de rejeter dans l’atmosphère de l’iode radioactif. La commune étant située dans le périmètre de sûreté de 20 km autour de la centrale nucléaire de Golfech, elle est exposée au risque nucléaire. En cas d'accident nucléaire, une alerte est donnée par différents médias (sirène, sms, radio, véhicules). Dès l'alerte, les personnes habitant dans le périmètre de 2 km se mettent à l'abri. Les personnes habitant dans le périmètre de 20 km peuvent être amenées, sur ordre du préfet, à évacuer et ingérer des comprimés d'iode,,.

## Histoire
En 1819, la commune de Lagarde située à l'Est du village fut rattachée  au village, c'est aujourd'hui un petit hameau.
Avant la création du Tarn-et-Garonne en 1808, la commune de Perville (historiquement située en Guyenne), se situait en Lot-et-Garonne, tout comme le reste du Canton de Valence (Tarn-et-Garonne) à cette époque (avant 2015).

## Héraldique
| Blason de Perville | Blason  | Coupé: au 1er parti au I de gueules à la croix cléchée, vidée et pommetée de douze pièces d'or et au II d'or à la licorne passante d'azur, au 2e de sinople à deux sabres d'argent, passés en sautoir et soutenus d'une gerbe de blé d'or liée de gueules. |
| Blason de Perville | Détails | Le statut officiel du blason reste à déterminer. |

## Politique et administration
| Période                                  | Période  | Identité          | Étiquette | Qualité |
| ---------------------------------------- | -------- | ----------------- | --------- | ------- |
| mars 2001                                | 2006     | Gilbert Grashaire |           |         |
| mars 2006                                | En cours | Éric Delfariel    |           |         |
| Les données manquantes sont à compléter. |          |                   |           |         |

## Démographie
| 1793 | 1800 | 1806 | 1821 | 1831 | 1836 | 1841 | 1846 | 1851 |
| ---- | ---- | ---- | ---- | ---- | ---- | ---- | ---- | ---- |
| 291  | 299  | 395  | 453  | 390  | 405  | 394  | 391  | 375  |

| 1856 | 1861 | 1866 | 1872 | 1876 | 1881 | 1886 | 1891 | 1896 |
| ---- | ---- | ---- | ---- | ---- | ---- | ---- | ---- | ---- |
| 377  | 359  | 363  | 361  | 346  | 282  | 285  | 293  | 296  |

| 1901 | 1906 | 1911 | 1921 | 1926 | 1931 | 1936 | 1946 | 1954 |
| ---- | ---- | ---- | ---- | ---- | ---- | ---- | ---- | ---- |
| 283  | 252  | 227  | 199  | 227  | 222  | 238  | 164  | 158  |

| 1962 | 1968 | 1975 | 1982 | 1990 | 1999 | 2006 | 2008 | 2013 |
| ---- | ---- | ---- | ---- | ---- | ---- | ---- | ---- | ---- |
| 128  | 130  | 103  | 126  | 110  | 113  | 110  | 109  | 124  |

| 2018 | 2022 | - | - | - | - | - | - | - |
| ---- | ---- | - | - | - | - | - | - | - |
| 152  | 169  | - | - | - | - | - | - | - |

## Économie

### Revenus
En 2018, la commune compte 60 ménages fiscaux, regroupant 148 personnes. La médiane du revenu disponible par unité de consommation est de 19 390 € (20 140 € dans le département).

### Emploi
|                | 2008  | 2013   | 2018   |
| -------------- | ----- | ------ | ------ |
| Commune        | 5,1 % | 5,6 %  | 4,4 %  |
| Département    | 8,4 % | 10,2 % | 10,3 % |
| France entière | 8,3 % | 10 %   | 10 %   |

En 2018, la population âgée de 15 à 64 ans s'élève à 91 personnes, parmi lesquelles on compte 71,4 % d'actifs (67 % ayant un emploi et 4,4 % de chômeurs) et 28,6 % d'inactifs,. Depuis 2008, le taux de chômage communal (au sens du recensement) des 15-64 ans est inférieur à celui de la France et du département.
La commune fait partie de la couronne de l'aire d'attraction de Valence, du fait qu'au moins 15 % des actifs travaillent dans le pôle,. Elle compte 18 emplois en 2018, contre 16 en 2013 et 20 en 2008. Le nombre d'actifs ayant un emploi résidant dans la commune est de 62, soit un indicateur de concentration d'emploi de 28,9 % et un taux d'activité parmi les 15 ans ou plus de 51,6 %.
Sur ces 62 actifs de 15 ans ou plus ayant un emploi, 12 travaillent dans la commune, soit 19 % des habitants. Pour se rendre au travail, 95,2 % des habitants utilisent un véhicule personnel ou de fonction à quatre roues, 1,6 % les transports en commun, 1,6 % s'y rendent en deux-roues, à vélo ou à pied et 1,6 % n'ont pas besoin de transport (travail au domicile).

### Activités hors agriculture
11 établissements sont implantés  à Perville au 31 décembre 2019.
Le secteur de la construction est prépondérant sur la commune puisqu'il représente 45,5 % du nombre total d'établissements de la commune (5 sur les 11 entreprises implantées  à Perville), contre 14,9 % au niveau départemental.

### Agriculture
|               | 1988 | 2000 | 2010 | 2020 |
| ------------- | ---- | ---- | ---- | ---- |
| Exploitations | 22   | 19   | 11   | 8    |
| SAU (ha)      | 489  | 646  | 444  | 450  |

La commune est dans le pays de Serres, une petite région agricole située dans le nord-ouest du département de Tarn-et-Garonne. En 2020, l'orientation technico-économique de l'agriculture  sur la commune est la culture de céréales et/ou d'oléoprotéagineuses. Huit exploitations agricoles ayant leur siège dans la commune sont dénombrées lors du recensement agricole de 2020 (22 en 1988). La superficie agricole utilisée est de 450 ha,,.

## Culture locale et patrimoine

### Lieux et monuments

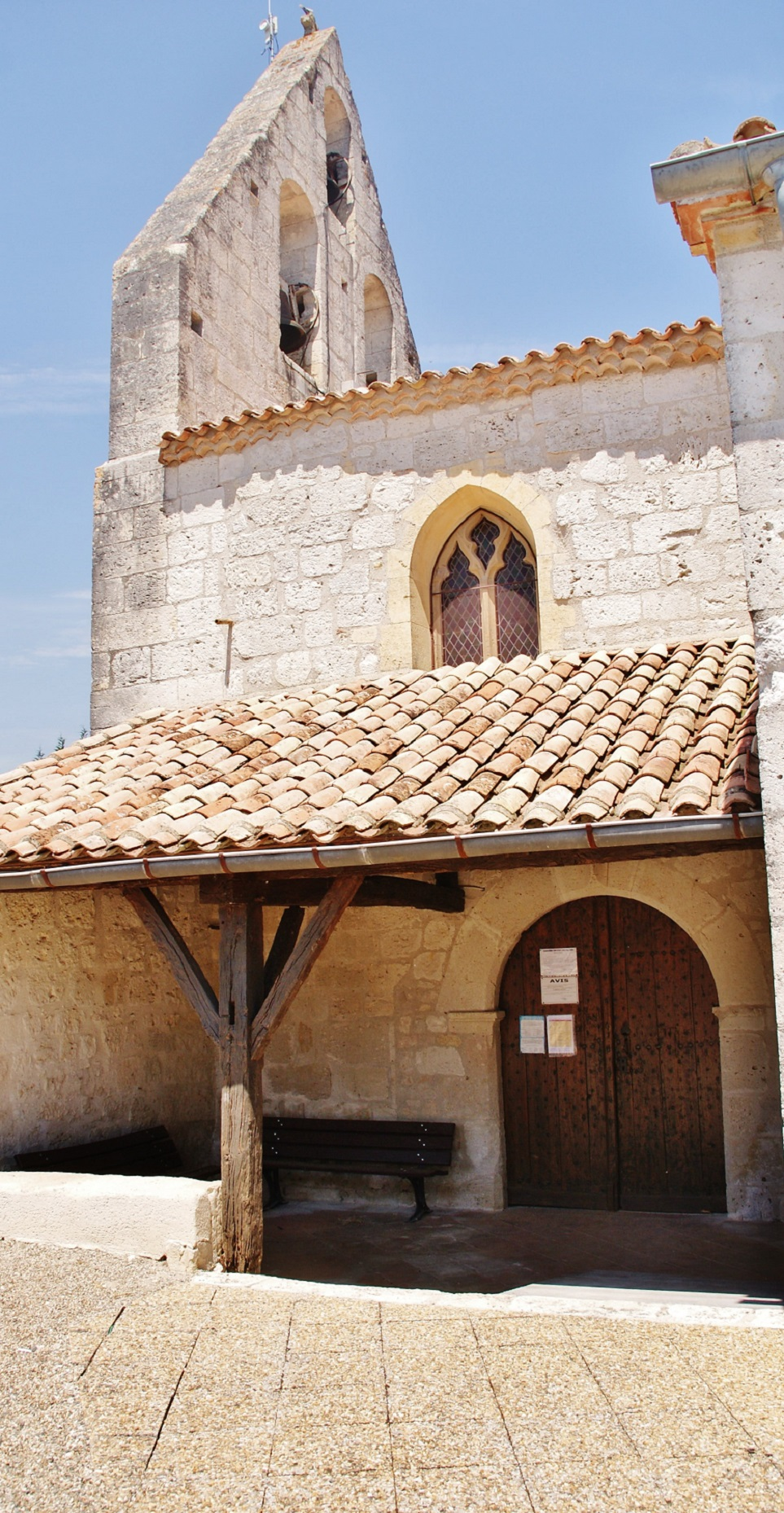
L'église Notre-Dame de Perville.

- Église de la Nativité-de-Notre-Dame de Perville. L'édifice est référencé dans la base Mérimée et à l'Inventaire général Région Occitanie[38]. Plusieurs objets sont référencés dans la base Palissy[38].

### Personnalités liées à la commune
- Commune de naissance de Guillaume Léonard de Bellecombe, né en 1728, militaire et administrateur colonial du XVIIIe siècle.
- Ruudt Wackers.

## Pour approfondir